# Gianni Infantino
Gianni Vincenzo Infantino, född 23 mars 1970 i Brig, Valais, är en italiensk/schweizisk fotbollsfunktionär och jurist.

## Biografi
Under 1990-talet arbetade Infantino som generalsekreterare för International Centre for Sport Studies (CIES) vid Université de Neuchâtel i Schweiz. Han började arbeta inom Uefa 2000 och var generalsekreterare 2009–2016 samt tillfällig ordförande 2015–2016 efter Michel Platinis avstängning. Han har genom åren gjort sig känd för den fotbollsintresserade publiken som den språkbegåvade mannen som ansvarar för diverse lottningar till stora turneringar som Champions League och EM. Han valdes den 26 februari 2016 som Sepp Blatters efterträdare på posten som Fifa-ordförande och omvaldes den 5 juni 2019.
Infantino var den förste inom FIFA att ha en strategi för damfotbollens utveckling och skapade också en division för damfotboll. Som FIFA-chef engagerade han sig tidigt för iranska kvinnors rätt att besöka arenor, som varit kringskuren sedan revolutionen 1979. Som ett resultat av detta fick iranskor åter vara i publiken från och med oktober 2019. Han grundade även Football for Schools-projektet.
Infantino studerade juridik på Fribourguniversitetet. Han är gift med den libanesiskfödda Lina Al Achkar, som tidigare jobbade åt Libanons fotbollsförbund. Han blev föremål för utredning i samband med avslöjandet av Panamadokumenten, då han hade flugit med privata jetplan för organisationens budget.